# Anderbergia
Anderbergia är ett släkte av korgblommiga växter. Anderbergia ingår i familjen korgblommiga växter.
Kladogram enligt Catalogue of Life:
| Anderbergia | \| \| Anderbergia elsiae \| \| \| \| \| \| Anderbergia epaleata \| \| \| \| \| \| Anderbergia fallax \| \| \| \| \| \| Anderbergia rooibergensis \| \| \| \| \| \| Anderbergia ustulata \| \| \| \| \| \| Anderbergia vlokii \| \| \| \| |
|             | \| \| Anderbergia elsiae \| \| \| \| \| \| Anderbergia epaleata \| \| \| \| \| \| Anderbergia fallax \| \| \| \| \| \| Anderbergia rooibergensis \| \| \| \| \| \| Anderbergia ustulata \| \| \| \| \| \| Anderbergia vlokii \| \| \| \| |
|             | Anderbergia elsiae |
|             | |
|             | Anderbergia epaleata |
|             | |
|             | Anderbergia fallax |
|             | |
|             | Anderbergia rooibergensis |
|             | |
|             | Anderbergia ustulata |
|             | |
|             | Anderbergia vlokii |
|             | |